# ゴースト (日本のバンド)
ゴースト（Ghost）は、日本のインディーズ・サイケデリック・ロック・バンドである。
なお、ヴィジュアル系バンドの「GHOST」とは無関係。

## バイオグラフィー
1984年に東京で結成。日本のPSFレコードから3枚のアルバムをリリースし、また同レーベルのコンピレーション・アルバム『Tokyo Flashback』の第1弾〜第3弾にも参加している。1996年にはアメリカのドラッグ・シティと契約。PSF時代の旧譜の再発も含めて9枚のアルバムをリリースした。なお、日本盤もブルース・インターアクションズからリリースされている。
海外のミュージシャンからの評価も高く、特にデーモン&ナオミ(Damon and Naomi)とは2000年のアルバム『デーモン&ナオミ・ウィズ・ゴースト (Damon and Naomi with Ghost)』など共演する機会が多く、またメンバーの栗原ミチオがライブなどでサポートギタリストとして参加したりと、関係が深い。
2014年にゴーストは解散し、馬頭將噐、荻野和夫らを中心に新バンド「The Silence」を結成。

## メンバー
- 馬頭將噐: ボーカル、アコースティックギター、ハーディーガーディー他
- 荻野和夫: ピアノ、リコーダー、ハープ他
- 栗原ミチオ: エレキギター
- 立岩潤三: ドラムス、タブラ、パーカッション
- 守屋拓之: ベース、コントラバス
- 瀧澤大志: フルート、サックス、テルミン他

## ディスコグラフィー

### アルバム
- Ghost （1990年）
- Second Time Around （1992年）
- Temple Stone （1994年） ※ライブ・アルバム
- Lama Rabi Rabi （1996年）
- スナッフボックス・イマネンス - Snuffbox Immanence （1999年）
- チューン・イン、ターン・オン、フリー・チベット - Tune In, Turn On, Free Tibet （1999年）
- ヒプノティック・アンダーワールド - Hypnotic Underworld （2004年）
- Metamorphosis: Ghost Chronicles 1984–-2004 （2005年） ※DVD＋CD
- 嵐の夜に - In Stormy Nights （2007年）
- Overture (Live In Nippon Yusen Soko 2006) （2007年） ※CD＋DVD
- Heavy Chamber Works '98 （2017年） ※1990年代後半、中期2作からの未発表＋ベスト・アルバム
- Anaphase （2017年） ※後期ゴースト（2001年-2014年）のベスト・アルバム
- Live in Providence 2006 （2017年） ※ライブ・アルバム

### シングル
- "Moungod Air Cave" b/w "Guru in the Echo" （1995年）
- "Holy High" b/w "Filament" （2003年）